# Valhalla Hills
Valhalla Hills (с англ. — «Холмы Вальхаллы») — компьютерная игра в жанре градостроительного симулятора с элементами стратегии в реальном времени, разработанная студией Funatics Studio и выпущенная компанией Daedalic Entertainment в 2015 году для Microsoft Windows, macOS и Linux. В 2017 году вышло переиздание Valhalla Hills: Definitive Edition для платформ PlayStation 4 и Xbox One.
Игрок управляет поселением викингов, отдавая приказы на строительство зданий и дорог, при этом игра не даёт возможности управлять отдельными викингами. В игре нет заготовленных разработчиками карт, все уровни процедурно генерируются на ходу. Целью каждого уровня является открытие портала и переход на следующий остров; для этого игрок должен либо победить стражей портала в бою, либо смилостивить их дарами.
Игра получила посредственные отзывы критиков. Критики хвалили игру за графику, однако ругали искусственный интеллект и отмечали, что игра быстро надоедает.

## Игровой процесс
В игре два режима: свободная игра, в которой все здания открыты с самого начала, и кампания. Кампания представляет собой последовательность сценариев, каждый из которых разблокирует новые игровые системы и цели. Каждый сценарий представляет собой процедурно сгенерированный остров. Цель игрока на каждом острове — подняться на гору и войти в магический портал, ведущий на следующий остров. Перед тем, как войти в портал, необходимо либо уничтожить противников, охраняющих его, либо преподнести им дары. Противниками могут выступать, например, ледяные големы, скелеты или дикие животные. По мере перехода на новые острова, местность становится всё более сложной, а стоимость строительства увеличивается.
Игрок управляет поселением викингов, которые осуществляют свой быт самостоятельно: выбирают место работы, едят, спят и работают по своему расписанию и в соответствии с циклом смены дня и ночи. Игра не предоставляет прямого контроля над викингами; вместо этого игрок берёт на себя роль бога строительства, который может вдохновить викингов на строительство того или иного здания. Каждый викинг обладает уникальным именем и характером и переходит в последующие сценарии. Работа, военные победы и проход в портал приносят викингам очки чести, накопление которых позволяет им в конечном итоге достигнуть Вальхаллы.
Здания в игре образовывают экономические цепочки. Так, для строительства зданий необходима древесина — её производит хижина дровосека, которому для работы нужны растущие деревья вокруг. Для высаживания новых деревьев можно построить хижину лесника. В дальнейшем брёвна можно распиливать на доски и создавать из них товары для поселения. И дровосеку, и леснику требуется еда для работы, поэтому игроку необходимо построить дом рыбака или охотника. Отсутствие еды, однако, не будет приводить к смерти викингов, а лишь отрицательно скажется на их производительности, вплоть до полной неработоспособности.
Большой акцент в игре поставлен на логистику: игрок должен оптимизировать движение викингов между строениями. Одним из инструментов, доступных игроку, является строительство дорог — викинги предпочитают ходить вдоль дорог, кроме того, дороги ускоряют их передвижение. Дороги, по которым часто проходят поселенцы, становятся шире, а со временем превращаются в мощёные. В отличие от The Settlers, игрок не может напрямую регулировать число носильщиков и отправлять их работать на определённые участки дорог; носильщики прикрепляются к конкретным зданиям и работают в них.
В отличие от других игр жанра, в которых игровая камера зафиксирована либо с видом сверху, либо в изометрическом виде, камера в Valhalla Hills разблокирована, благодаря чему игрок может увидеть горизонт. Также игроку доступно изменение скорости игры.

## Сюжет
Игрок берёт роль Леко, сына Одина, изгнанного на землю. Прибывший в Мидгард Леко обнаруживает викингов, которым было отказано во въезде в Вальхаллу, поскольку ими было набрано недостаточно чести. Леко решает помочь им достичь Вальхаллы.

## Разработка и выпуск
Игра разрабатывалась студией Funatics Studio, образованной из бывших сотрудников Ubisoft Blue Byte. CEO студии, Томас Хаузер, был одним из первых работников Blue Byte и вёл разработку The Settlers II. Издателем игры выступила компания Daedalic Entertainment, предоставившая студии полную свободу действий.
Разработка игры началась в январе 2015 года командой из девяти человек; за основу был взят движок Unreal Engine 4. У команды не было строго дизайн-документа; студия хотела разработать игру, построенную вокруг логистики, как The Settlers, карты в которой не были бы заготовлены заранее, а генерировались бы процедурно. Графика игры была выполнена в красочном мультяшном стиле, благодаря чему игра выглядит дружелюбной; «кроме того», говорил Хаузер, «мы — маленькая команда, которая не может позволить художнику тратить два месяца на разработку одной головы».
В сентябре 2015 года игра вышла в раннем доступе в Steam. 2 декабря 2015 года игра вышла из раннего доступа на этой платформе и была также выпущена в магазине GOG. На игру было выпущено два дополнения: Fire Mountains и Sand of the Damned.
28 апреля 2017 года вышло переиздание Valhalla Hills: Definitive Edition для консолей PlayStation 4 и Xbox One, изданное Kalypso Media и включающее в себя ранее выпущенные дополнения.

## Критика
| Сводный рейтинг | Сводный рейтинг |
| Агрегатор       | Оценка          |
| --------------- | --------------- |
| GameRankings    | 65,42 %         |

Игра получила посредственные отзывы критиков: средний балл на агрегаторе рецензий Metacritic составляет 69 из 100 на основе 26 рецензий, а OpenCritic выставил игре средний балл 63 из 100 на основе 14 рецензий. Игра доступна на платформах Microsoft Windows, Linux и macOS.
Аманда Дайр из журнала The Escapist поставила игре 4 звезды из 5. Она похвалила графику игры, сравнив её с «норвежской сказкой», и отметила, что хотя «в игре отсутствует энергия, присущая более популярным стратегиями реального времени, игровой процесс всё равно очень затягивающий и приносит много удовольствия», посоветовав игру для всех фанатов The Settlers. Дамьян Мильчарек из польского отдела журнала Eurogamer поставил игре 8 баллов из 10, назвав её «достойным приёмником The Settlers», похвалив визуальную сторону и весёлый игровой процесс, но отметив, что уровень сложности игры слишком низкий. Алессандро Амдт Муччи из итальянского отдела оценил игру в 6 из 10, отметив, что она практически ничем не выделяется ни в плохую, ни в хорошую сторону, и отметил, что игра прекрасно бы воспринималась на планшетах при игре в дороге. Бенджамин Шафер из GameStar оценил игру в 77 баллов из 100, отметив, что игра гораздо однообразнее, чем The Settlers или Cultures, однако она сложнее, чем кажется, и ей нужно время, чтобы раскрыть свой потенциал.
Издание IGN Russia, обозревавшее версию игры для PlayStation 4, похвалило качество порта, отметив удобное управление и отсутствие «тормозов», однако отметило, что игра, как и её ПК-версия, очень быстро надоедает. Хосе А. Родригес из IGN España оценил порт на Xbox One в 7.2 балла из 10, отметив, что адаптированный вариант игры работает очень хорошо, пусть и обладает простой графикой.
Летом 2018 года, благодаря уязвимости в защите Steam Web API, стало известно, что точное количество пользователей сервиса Steam, которые играли в игру хотя бы один раз, составляет 103 074 человек.